# 考丰根
考丰根（德語：Kaufungen，發音：[ˈkaʊfʊŋən]）是德国黑森州卡塞尔行政区卡塞尔县的市镇，面积26.15平方千米，2023年12月31日人口为12,752人。

## 地理
考丰根坐落于洛瑟河谷，周围是考丰根林山和瑟勒山，西方連接卡塞尔市中心。

## 友好城市
- 瑞典 阿勒市镇（1992年）
- 義大利 贝尔蒂诺罗（1997年）
- 羅馬尼亞 布代什蒂（2004年）